# مارچلو ماروکو
مارچلو ماروکو (انگلیسی: Marcello Marrocco؛ زادهٔ ۷ ژوئن ۱۹۶۹) بازیکن فوتبال اهل ایتالیا است.
از باشگاه‌هایی که در آن بازی کرده‌است می‌توان به باشگاه فوتبال کارپی، باشگاه فوتبال مودنا، باشگاه فوتبال ناپولی، باشگاه فوتبال جنوآ، باشگاه فوتبال داندی، و باشگاه فوتبال ترنانا اشاره کرد.